# Ronde van Fuzhou
De Ronde van Fuzhou is een voormalige meerdaagse wielerwedstrijd in China die tussen 2012 en 2019 werd georganiseerd. De wedstrijd bestond uit vijf etappes in en rond de stad Fuzhou en maakte deel uit van de UCI Asia Tour in de categorie 2.1.

## Lijst van winnaars

### Meervoudige winnaars
| Overwinningen | Renner      | Land | Jaren            |
| ------------- | ----------- | ---- | ---------------- |
| 3             | Rahim Ememi | Iran | 2013, 2015, 2016 |

### Overwinningen per land
| Overwinningen | Land                |
| ------------- | ------------------- |
| 4             | Iran                |
| 2             | Kazachstan          |
| 1             | Australië, Hongkong |

2005 · 
2006 · 
2007 · 
2008 · 
2009 · 
2010 · 
2011 · 
2012 · 
2013 · 
2014 ·
2015 ·
2016 ·
2017 ·
2018 ·
2019 ·
2020 ·
2021 ·
2022 ·
2023 · 
2024 · 
2025
Belangrijkste wedstrijden

Ronde van Hainan · Japan Cup · Ronde van Sharjah · Ronde van het Taihu-meer · Ronde van Fuzhou · Ronde van Dubai · Ronde van Qatar · Ronde van Oman · Ronde van Langkawi · Ronde van Taiwan · Ronde van Iran · Ronde van Japan · Ronde van Korea · Ronde van het Qinghaimeer · Ronde van China I · Ronde van China II · Ronde van Almaty